# 免疫原性
免疫原性（Immunogenicity）是指某抗原或其表位能作用于T细胞、B细胞的抗原识别受体，进而诱导机体产生体液和/或细胞介导免疫应答的特性；此抗原则可称为免疫原（immunogen）。蛋白质具有最强的免疫原性，其次是多糖；而脂质与核酸一般并不能成为免疫原，常常要借由与蛋白质结合才能激活免疫应答反应。
任何具有免疫原性的物质，即免疫原，必定是一种抗原，所以也会具有抗原性（antigenicity）；但具抗原性的物质，即抗原，不一定会有免疫原性。例如青霉素虽具有抗原性，但却无法刺激机体产生免疫应答，因此青霉素缺乏免疫原性。
免疫原性可以分为希望获得型和不希望获得型：
- 希望获得型免疫原性（Wanted immunogenicity）通常与疫苗相关。施打疫苗促使免疫应答发生，并于体内产生抗体，从而达到预防或保护的效果。疫苗研发是一个非常复杂的过程，通常会有几个阶段，而免疫原性是其中验证有效性的核心环节。[1]
- 不希望获得型免疫原性（Unwanted immunogenicity）则是某一器官对某一治疗性抗原产生的免疫应答（例如：重组蛋白、单克隆抗体）。这一反应将会产生抗药物抗体（ADA），将会使药物失去疗效，并有可能引发不良反应。[2]

生物疗法的一项挑战就是预测新型蛋白质疗法的免疫原性潜力。例如，来自于高收入国家的免疫原性数据可能就不适用于中低收入国家。另外一项挑战在于疫苗的免疫原性是否根据年龄的变化而变化。因此，正如世界卫生组织所称，由于动物实验和in-vitro模型并不能精确地预测人体的免疫应答，免疫原性的研究应该在一个特定的人群中进行。